# Türkmendemirýollary
Türkmendemirýollary (en castellano: «Ferrocarriles Turcomanos») es la empresa estatal de transporte ferroviario de Turkmenistán. La compañía opera 4 980 kmde vías férreas (la 37.ª del mundo) y alrededor de 345 estaciones de ferrocarril por todo el país. La empresa pertenece al Ministerio de Ferrocarriles de Turkmenistán y fue creada en 1991 como una de las empresas sucesoras de Ferrocarriles Soviéticos, tras el colapso de la Unión Soviética.

## Historia
La historia del ferrocarril en Turkmenistán se origina a partir de 1880, cuando cerca de la ciudad de Krasnovodsk (en la actualidad Turkmenbashi) comenzó la construcción del ferrocarril Trans-Caspio. En 1885 la línea férrea alcanzó Asjabad en 1886, Chardzhou (actualmente Turkmenabat) y en 1888 Samarcanda. La línea Trans-Caspio pasaba a través del territorio de Syrdarya, Samarcanda, Fergana, y el kanato de Bujará. El ferrocarril fue importante para la exportación de algodón, el flujo principal pasó por el puerto de Krasnovodsk y Asjabad a zonas europeas de Rusia y Afganistán.
En 1931, en la línea Asjabad - Dushak (antigua carretera Asjabad) comenzó el transporte de pasajeros y de carga regular en vías electrificadas y desde los años 1960 cambiaron por completo a tracción diesel.
El ferrocarril en Turkmenistán obtuvo su independencia y autonomía el 11 de noviembre de 1991, inmediatamente después de la adopción de la Declaración sobre la autodeterminación y se creó la empresa estatal que desde entonces regula el ferrocarril en el país.